# Kolobom
Kolobom är en medfödd missbildning av ögat i form av ett hål, som ibland leder till en synskada. Hålet beror på att ögat inte slutit sig som det ska under fostertiden.

## Symtom
Kolobom är den näst vanligaste missbildningen i den bakre delen av ögat, ofta återfinns den bara på ett öga, men kan i vissa fall återfinnas på båda ögonen. Missbildningen beror på att ögat redan under femte till sjunde fosterveckan då ögat först bildas inte har slutit sig på det sätt som avses. Kolobomet kan återfinnas i synnerven (optikuskolobom) och i näthinnan (chorioretinalt kolobom). I det senare fallet kan kolobomet ses som en vit krater i ögonbotten. Missbildningen kan även ses i regnbågshinnan (iris) och kallas då ofta för kattöga eller nyckelhålspupill, på grund av att pupillen då får en oval eller nyckelhålsliknande form. Kolobom kan även finnas i ögats lins (linskolobom) och är oftast kombinerat med en defekt i ögats övriga vävnad (till exempel i iris).

## Ärftlighet och frekvens
Defekten kan vara ärftlig och är ibland även kopplad till olika syndrom, bland annat hos personer med CHARGE syndrom som ofta lider av kolobom. Det finns cirka 110 barn med olika former av kolobom registrerade i Sverige idag. Då barn med kolobom löper en större risk för näthinneavlossning bör de undersökas av ögonläkare varje år.